# بخش اسکارا
بخش اسکارا (به سوئدی: Skara kommun) یک ناحیه شهری در سوئد است که در شهرستان وسترا گوتلاند واقع شده‌است.